# X Japan
X Japan (エックス ジャパン), van 1982 tot 1992 X genoemd, is een Japanse band die gerekend wordt tot de visual kei en het geesteskind van Yoshiki Hayashi is. Aanvankelijk speelde de band powermetal, speedmetal en glam metal, maar later evolueerde hun stijl meer naar progressieve metal en symfonische metal. Ondanks deze verandering van genre, bleef de nadruk veeleer toch liggen op ballads.

## Biografie
De plannen voor X Japan begonnen al vorm te krijgen in 1976 toen Yoshiki 12 jaar oud was. Samen met Toshimitsu Deyama 'Toshi' (die later zanger werd) richtte hij de band "X" op.
In juni 1985 verscheen hun eerste single, "I'll Kill You". De bezetting was toen als volgt:
- Yoshiki (drums en piano)
- Toshi (zang)
- Yuji (gitaar)
- Tomo (gitaar)
- Tokuo (basgitaar)

In 1985 laat de band tevens een nummer achter op de Heavy Metal Force III compilatie-LP. In 1986 heeft Hisashi "Jun" Takai een korte periode gitaar gespeeld. Voorheen deed hij de zang- en gitaarpartijen bij thrashmetal-band Rommel.
Geen enkele platenmaatschappij wilde muziek uitbrengen van X wegens hun sociaal onaanvaardbare kleding- en podiumstijl. Ondanks deze tegenslag liet Yoshiki de moed niet zakken en richtte zijn eigen maatschappij, Extasy Records, op met het geld dat hij en zijn moeder verkregen hadden door het verkopen van hun familiebedrijf.
In april 1988 kwam de eerste indie-cd Vanishing Vision uit en werden Yuji, Tomo en Tokuo vervangen door Matsumoto Hideto 'HIDE' (altijd gespeld met hoofdletters als aan hem wordt gerefereerd binnen X-Japan, met alleen maar kleine letters wanneer aan hem wordt gerefereerd als soloartiest), Tomoaki Ishizuka 'Pata' en Taiji. In datzelfde jaar deed de band mee in een film getiteld Tokyo Pop, waarin ze de bandleden van Diamond Yukai speelden.
Begin jaren negentig was de band dermate populair in hun thuisland, dat ze hun zinnen gezet hadden op het overnemen van de Amerikaanse hitlijsten. Later kwam aan het licht dat er in Amerika al een band bestond met de naam X, dus besloten ze hun naam van X naar X Japan veranderen. Kort daarop verliet Taiji de band na een ruzie met Yoshiki. Hij werd door Hiroshi Morie 'Heath' vervangen.
De muziek bleef onder het wakende oog van Yoshi constant veranderen en evolueren. Hun stijl ging van hard maar emotionele speedmetal (o.a. "Vanishing Love", "Sadistic Desire"), ballads (o.a. "Tears", "Say Anything") naar meer Alternatieve pop/rock, zoals in hun laatste periode. Hun meest bekende en meest geprezen lied is "Art of Life", een met zorg geschreven mengeling van rock en metal, die bijna meer dan 29 minuten duurt. "Art of Life" is maar twee keer live gespeeld, waarvan bekendste het optreden in de Tokyo Dome op 31 december 1993 is (deze liveversie is ongeveer 34 minuten lang).
Het merendeel van de muziek van X is gecomponeerd door Yoshiki, doch hebben HIDE en Taiji (in vroegere werken) hun deel bijgedragen.
In 1997 maakte Toshi bekend dat hij de groep verliet; deze beslissing leidde tot het einde van de band in september 1997. Volgens geruchten zou het vertrek van Toshi zijn beïnvloed door zijn lid worden van een sekte geleid door een man genaamd Masaya.
Ondertussen deden ook geruchten de ronde dat, Yoshiki en HIDE plannen hadden om X nieuw leven in te blazen, zonder Toshi, en audities hielden voor een nieuwe zanger. Deze plannen werden echter ruw verstoord door de plotse, onverwachte dood van HIDE. Gestorven op 2 mei 1998 door verstikking met een handdoek. Yoshiki kwam terecht in een zware depressie voor bijna drie jaar.
Tegenwoordig is -de ondertussen volledig genezen- Yoshiki bezig met een nieuw project Violet UK. Naast Violet UK werkt Yoshiki tegenwoordig ook mee aan diverse andere projecten, waaronder GLOBE, de J-Pop band van Tetsuya Komuro, een oude vriend van Yoshiki.
Op 4 juni 2007 werd op Yoshiki's website een reünie aangekondigd. Op 22 oktober 2007 is er dan ook het eerste "concert" geweest sinds 10 jaar. Bij dit concert werd een nieuwe single, genaamd I.V getoond. Het is tevens de soundtrack van de film Saw 4. In januari 2008 werden de data van de eerste grootschalige X Japan reünieconcerten bekend, namelijk op 28, 29 en 30 maart 2008 in Tokyo Dome. Sugizo van Luna Sea verzorgde daar de gitaar, die voorheen door HIDE gedaan zou zijn. Ook werd er op 2 mei 2008 nog een concert gegeven ter ere van HIDE, die toen 10 jaar dood was.
In 2009 trad de band voor het eerst in het buitenland op tijdens een concert in Hongkong. Op 2 juli 2011 trad de band voor de eerste keer in Nederland op. Tijdens deze tournee speelde de band ook in Engeland en Frankrijk.
In 2016 stond de band in Wembley Arena, London, voorafgaand aan dit concert werd de banddocumentaire "We are X" getoond. Dit concert werd live uitgezonden in verschillende bioscopen in Japan.
In 2018 speelde de band als afsluiter op het Choachella festival met als gastmusici Wes Borland (Limp Bizkit), Richart Fortus (Guns 'n Roses) en Marilyn Manson.
Bij het voorstellen van de bandleden worden HIDE (sinds de hereniging in 2007) en Taiji (sinds 2011) altijd voorgesteld als bandleden, ondanks dat zij overleden zijn.

## Bezetting
- Toshi - zang
- Pata - gitaar (1987-)
- HIDE - gitaar (1987-1998)
- Yoshiki - drums en piano
- Heath - basgitaar (1992-)
- SUGIZO - gitaar (2007-)
- Taiji - basgitaar (-1992)

## Discografie

### Studioalbums
- Vanishing Vision (1988-04-14)
- Blue Blood (1989-04-21)
- Jealousy (1991-07-01)
- Art Of Life (1993-08-25)
- Dahlia (1996-11-04)

### Singles
- I'll Kill You (1985-06-XX)
- Orgasm (1986-04-XX)
- Kurenai (1989-09-01)
- Endless Rain (1989-12-01)
- Week End (1990-04-21)
- Silent Jealousy (1991-09-11)
- Standing Sex / Joker (1991-10-25)
- Say Anything (1991-12-01)
- Tears (1993-11-10)
- Rusty Nail (1994-07-10)
- Longing ～跡切れた Melody～ (1995-08-01)
- Longing ～切望の夜～ (1995-12-11)
- Dahlia (1996-02-26)
- Forever Love (1996-07-08)
- Crucify My Love (1996-08-26)
- Scars (1996-11-18)
- Forever Love (Last Mix) (1997-12-18)
- The Last Song (1998-03-18)
- Forever Love (1998-07-22)
- Scars (1998-07-22)
- Forever Love (2001-07-11)
- I.V. (2008-01-23)

### Livealbums
- 1992-01-07 Tokyo Dome Live (1995-01-01)
- Live Live Live Tokyo Dome 1993-1996 (1997-10-15)
- Live Live Live Extra (1997-11-05)
- Live In Hokkaido 1995-12-4 Bootleg (1998-01-21)
- Art Of Life Live (1998-03-18)
- The Last Live (2001-05-30)

### Compilaties
- X Singles (1993-11-21)
- B.O.X ～Best of X～ (1996-03-21)
- Ballad Collection (1997-12-19)
- Singles ～Atlantic Years～ (1997-12-25)
- Star Box (1999-01-30)
- Perfect Best (1999-02-24)
- X Japan Best ～Fans's Selection～ (2001-12-19)
- Trance X (2002-12-4)
- X Japan Complete II (2005-10-01)

### Speciale boxsets
- Single Box (1997-12-25)
- Special Box (1997-12-25)
- Single System Organizer (1998-10-24)
- Neomax Gold Disc Version (1998-10-24)
- Gold Disc Monument (1998-10-24)